# Vodun
Vodun est un groupe de stoner londonien dont la thématique principale est la culture vaudou. Leurs sonorités mêlent thrash metal et rythmes d’Afrique de l’Ouest avec des influences afro-psychédéliques. Le nom du groupe a été stylisé Vôdûn jusqu’à la sortie de l’album Ascend[réf. nécessaire].

## Historique

### Débuts
Le premier EP de Vodun, Eat up the sun, sort le 3 avril 2013 alors que les trois membres du groupe jouent aussi dans d'autres groupes : la chanteuse Chantal Brown a contribué à l'EP The master alchemist du groupe Invasion de 2009 et chantait dans le groupe Do Me Bad Thing ; le guitariste Lindsay Hamilton a joué dans le groupe Groan, et la batteuse Zel Kaute a à la fois joué dans l'EP d'Invasion et dans les EP de Groan de 2013 et 2015 (respectivement Ride the Snake et Highrospliffics).

### Possession
Vodun sort son premier album Possession le 25 mars 2016. Les sujets abordés dans cet album incluent la première guerre du Dahomey (Mino’s Army), le désir d’une transcendance totale (Loa’s Kingdom) et la campagne antisuperstitieuse de l’Église catholique en Haïti (Kanpay Rejeté).
Vodun a joué à l'Afropunk Festival London à l'été 2016. En avril 2017, après la sortie du troisième clip de l'album Possession, Bloodstones, Vodun part en tournée en Angleterre avec les groupes Church of the Cosmic Skull et Desert Storm, passant notamment au festival Desertfest à Londres. Ils enchaînent avec une tournée européenne en juin et juillet 2017, passant notamment par le Hellfest.

### Ascend
En mai 2018, le groupe annonce la sortie de leur deuxième album Ascend le 7 septembre 2018, et sort le clip du premier single de cet album, Spirits Past,. S'ensuit une tournée au Royaume-Uni en septembre 2018.
L’album Ascend est plus expérimental que le précédent, plus éclectique. Les thématiques portent toujours sur la spiritualité et le féminisme. Le premier clip pour cet album, Spirits Past, réalisé par Noomi Spook, présente une esthétique afrofuturiste.
Le morceau New Doom accueille une seconde voix avec le chanteur Chris Georgiadus du groupe Turbowolf.
Le 4 décembre 2019, le groupe annonce le départ de la batteuse Zel Kaute « Ogoun » sur leur page Facebook. Elle est remplacée par Lorena Cachito « Sobo ». Le groupe tourne en Europe au printemps 2020, passant notamment au festival Chaos Theory. Ils sont accompagnés par Oliver Sellwood au saxophone.

## Influences
Ogoun, la batteuse, indique dans une interview en 2016 que Vodun valorise la culture vaudou mais apprécient une vision animiste du monde, considérant que des esprits se trouvent dans tous les êtres.
Parmi leurs influences, ils citent Motörhead et la scène afrobeat.

## Membres
Membres actuels
- Chantal Brown « Oya »  (chant) (2013 – présent)
- Lorena Cachito « Sobo » (batterie) (2019 – présent)
- Lindsay Hamilton « The Marassa » (guitare) (2015 – présent)

Anciens membres
- Zel Kaute « Ogoun » (batterie) (2013 – 2019)